# Ropalidia flavobrunnea
Ropalidia flavobrunnea är en getingart som beskrevs av Vecht 1962. Ropalidia flavobrunnea ingår i släktet Ropalidia och familjen getingar. Inga underarter finns listade i Catalogue of Life.